# Дампир, Уильям
Уи́льям Да́мпир (Уи́льям Дэ́мпиер, англ. William Dampier; 1651 — март 1715) — английский мореплаватель и капер. Считается одним из самых известных каперов в истории. Внёс вклад в изучение ветров и течений, выпустив несколько книг на эту тему. Член Британского Королевского Общества. Первый человек, совершивший три кругосветных путешествия.

## Биография

### Юность
Родился 5 сентября 1651 года в Ист-Кокере (графство Сомерсет, Англия) в крестьянской семье. В семье было 4 сына, но о них, кроме старшего брата Уильяма Джорджа, практически ничего не известно. Его отец, Джордж, был мелким арендатором и умер, когда сыну было всего 7 лет. Ещё через 7 лет умирает и мать Дампира. Заботу о судьбе юного Уильяма взял на себя местный помещик полковник Хеляр, который и послал юношу учиться в школу в соседнем городке. В 16 лет Дампир поступил юнгой на торговый корабль и совершил своё первое путешествие — во Францию. Затем некоторое время он занимался рыболовным промыслом в водах Ньюфаундленда, но из-за погодных условий не смог там долго работать и в дальнейшем плавал только в тропических водах. Затем Дампир плавал на Яву и возвратился оттуда в 1672 году, за несколько месяцев до начала третьей войны с Голландией. В 1679 году он отправился в своё первое кругосветное плавание, которое оказалось растянутым на 12 с половиной лет. Он побывал в Карибском море, у берегов Южной и Северной Америки, участвовал в пиратских набегах на испанские колонии в Америке, побывал на Гуаме, Филиппинах, Суматре, в Малайе, Тонкине и Южной Африке.
В 1691 году он вернулся в Лондон, обработал дневники, которые непрерывно вёл с 1674 года, и в 1697 году опубликовал первый том своего труда «Новое путешествие вокруг света». Книга была посвящена президенту Королевского научного общества. Это не осталось незамеченным, и в том же году Дампир получил должность на таможне. Его пригласили в Совет по торговле и предпринимательству в качестве эксперта по вопросам борьбы с пиратством. В сентябре 1698 года он консультировал Совет относительно маршрута для эскадры военных кораблей, посылаемых на борьбу с пиратами в водах Мадагаскара.
Два года спустя вышел второй том «Нового путешествия вокруг света», одна из частей которого носила название «Рассуждение о пассатах, бризах, штормах, временах года, приливах и течениях жаркого пояса всего света». В Англии Дампир получил большую известность в учёных кругах, был представлен графу Оксфордскому и королю Вильгельму III, который ввёл его в состав членов Королевского общества. Его портрет, написанный Томасом Мёрреем, был помещён в Национальной галерее.

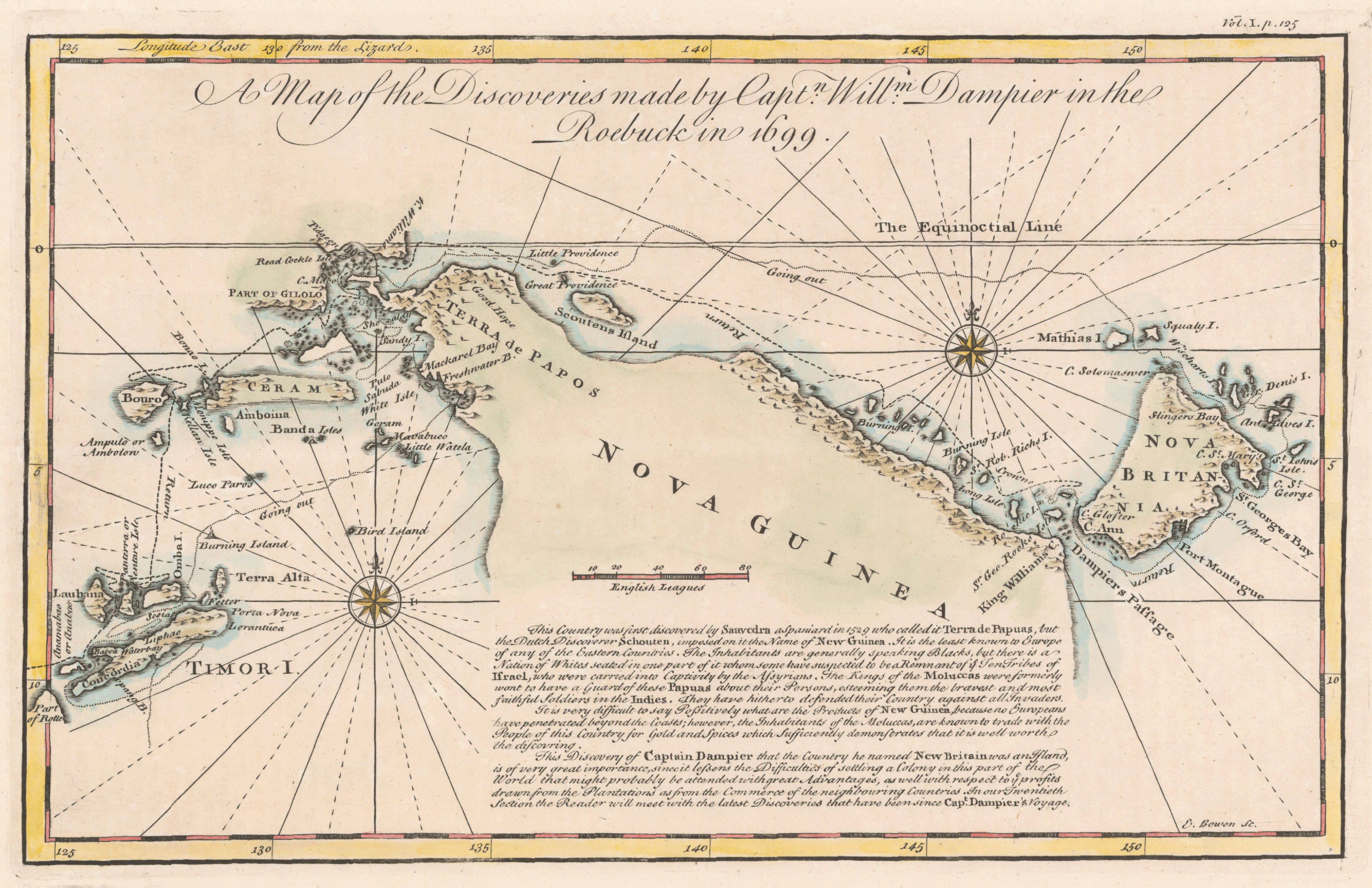
Карта Новой Гвинеи, составленная Дампиром в 1699 году

Британское Адмиралтейство решило организовать экспедицию для исследования берегов Новой Голландии (Австралии) и во главе её поставило Уильяма Дампира, принятого на службу в военный флот. На корабле «Роубак» он 14 января 1699 года вышел в море. С первых дней Дампир не поладил со своим первым помощником лейтенантом Фишером. Фишер подозревал Дампира в том, что он может примкнуть к пиратам вместе с королевским кораблём, а Дампир подозревал Фишера в том, что тот готовит бунт и настраивает против него членов команды. Во время очередной ссоры Уильям, орудуя тростью, загнал Фишера в каюту, где держал его в кандалах до тех пор, пока не сдал в тюрьму в Бразилии. 31 июля Уильям подошёл к западному берегу Новой Голландии. Он обследовал обширный залив, названный им заливом Шарк, и открыл группы островов — архипелаг Дампира. Он также открыл острова, названные им Сент-Маттиас. Затем Дампир обследовал открытую им землю Новую Британию и повернул обратно в Англию. Однако в Атлантическом океане корабль дал сильную течь, 22 февраля с трудом удалось дойти до острова Вознесения, где корабль и потерпел крушение. Почти месяц Дампир и его команда провели на берегу необитаемого острова, пока 2 апреля попутный английский корабль не взял потерпевших крушение на борт.
В то время, пока Уильям находился в плавании, Фишер завел большое уголовное дело против него. В Лондоне Дампир был отдан под суд за жестокое обращение со своим помощником; гибель экспедиционного судна, явление достаточное частое в ту эпоху, не была поставлена ему в вину. Приговор суда оказался довольно мягким, однако поставил крест на карьере капитана: ему не разрешалось в дальнейшем служить на кораблях флота Её Величества королевы Анны; кроме того, на него был наложен значительный денежный штраф. По итогам плавания Уильям Дампир выпустил новую книгу, которую назвал «Путешествие в Новую Голландию».
Тем не менее авторитет Дампира как мореплавателя и навигатора практически не пострадал. Вскоре началась война за испанское наследство, и Дампир достал себе каперское свидетельство, снарядил два корабля, «Сент-Джордж» и «Синк Порт», и в 1703 году отправился в Тихий океан на приватирский промысел. Именно в ходе этой экспедиции Александр Селькирк, штурман галеры «Синк Порт» поругался со своим непосредственным начальником, капитаном Страдлингом, и был высажен на берег необитаемого острова Хуан-Фернандес. История пребывания Селькирка на необитаемом острове легла в основу знаменитой книги Даниэля Дефо «Робинзон Крузо». Экспедиция была неудачной: ее участникам так и не удалось захватить знаменитый «манильский галеон» с сокровищами. По возвращении Дампира в Англию недовольные пайщики возбудили против Дампира новое судебное разбирательство, обвинив его в плохом командовании и в том, что он утаил часть добычи.
В 1708—1711 годах в качестве помощника (официально его должность называлась «штурман южных морей») капитана Вудса Роджерса Дампир принял участие в новой приватирской экспедиции, в ходе которой совершил свое третье кругосветное путешествие. Эта экспедиция оказалась более удачной, британцам удалось захватить богатую добычу. Доля Дампира составила 1,5 тыс. фунтов стерлингов, однако была выплачена только после его смерти и пошла на уплату долгов капитана. Самым известным эпизодом плавания стало спасение Александра Селькирка, прожившего на необитаемом острове Хуан-Фернандес четыре года и четыре месяца. В отличие от Робинзона Крузо, бывший штурман сильно одичал и практически разучился говорить на родном языке.
После возвращения из плавания Дампир прожил ещё три года. Остаток жизни он провёл в уединении, за ним ухаживала его кузина Грейс Мейсер. Умер Дампир в марте 1715 года в возрасте 63 лет; место его захоронения неизвестно.

## Книги Дампира
- Новое путешествие вокруг света (1697)
- Путешествия и описания (1699)
- Дополнение к Путешествию вокруг света
- Путешествие в Кампече
- Рассуждение о ветрах
- Путешествие в Новую Голландию(Часть 1 1703, Часть 2 1709)

## Память
В честь Уильяма Дампира названы проливы в Индонезии и Папуа — Новой Гвинее, полуостров Земля Дампира, город Дампир и архипелаг Дампир.